# Azara petiolaris
Azara petiolaris är en videväxtart som först beskrevs av David Don, och fick sitt nu gällande namn av Ivan Murray Johnston. Azara petiolaris ingår i släktet Azara och familjen videväxter. Inga underarter finns listade i Catalogue of Life.
Arten förekommer i centrala Chile. Den ingår i skogar.
För beståndet är inga hot kända. Hela populationen antas vara stor. IUCN listar arten som livskraftig (LC).

## Bildgalleri

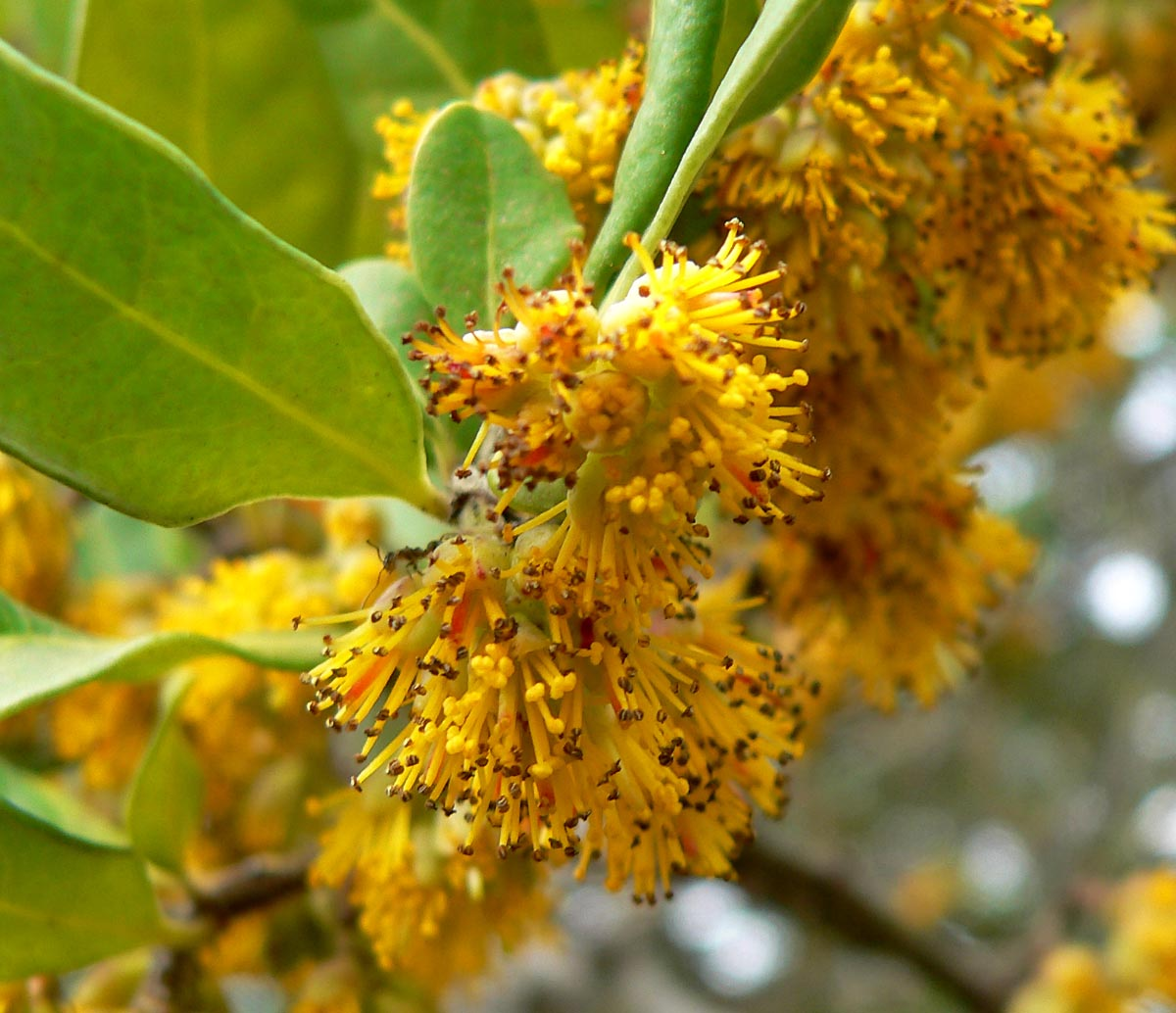